# Annopolis, miasto moich snów
Annopolis, miasto moich snów – zbiór opowiadań Jerzego Grundkowskiego wydany w 1983 nakładem "Wydawnictwa Literackiego".
Wielokrotnie nagradzany.
Zawiera:
- Dwadzieścia lat później
- Fotografia
- Herezjarcha
- Obserwacja
- Plac Zamkowy
- Prokurator Verdi
- Przesłuchanie
- Pułapka
- Sprzysieżenie
- Śmierć kolekcjonera
- Tajemnica
- Twórca
- W stronę Annopolis.

## Odbiór
Zbiór zrecenzowała Joanna Salamończyk ("Fantastyka" 1/84 s. 51).
Także:
- M. Łukaszewicz, „Nowe Książki", 1984, nr 4
- L. Bugajski „Twórczość", 1984, nr 6
- A. Stoff, „Miesięcznik Literacki", 1984, nr 4